# A Passion Play
A Passion Play ("Un drama pasional") es el sexto álbum de la banda de rock Jethro Tull, que fue grabado y lanzado en 1973.
Al igual que Thick as a Brick, A Passion Play es una única canción (con diversas secciones) dividida en dos partes, cada una ocupando una de las caras del LP de vinilo. La misma está interrumpida, al final de la Cara A, por el cuento humorístico "The Story of the Hare who Lost his Spectacles" ("La historia de la liebre que perdió sus gafas"), del que se editó un vídeo. Dicho cuento está narrado por Hammond sobre un fondo de música orquestal.
La banda había comenzado a grabar su nuevo álbum en el Chateau d'Herouville, pero, aparentemente, no quedaron contentos con la calidad del estudio de grabación y abandonaron la grabación del disco; más tarde se burlarían de dicho castillo llamándolo "Chateau d'Isaster" (las canciones que se desecharon inicialmente y que no se incluyeron en A Passion Play serían publicadas muchos años después en el recopilatorio Nightcap, de 1993).
A pesar de los contratiempos, grabaron y lanzaron rápidamente A Passion Play, un álbum conceptual complejo, que pretendía ser más serio que su antecesor, con letras alegóricas sobre un hombre que muere ("the silver chord lies on the ground [...]) y viaja. Muchos comparan este argumento con La Divina Comedia de Dante.
A pesar de que llegó al primer puesto en las listas de ventas en Estados Unidos, la crítica fue muy dura con él mismo, lo que impactó a Ian Anderson de tal manera que, aparentemente, disolvió el grupo, tras lo cual los miembros del mismo se trasladaron durante una temporada a vivir a los Estados Unidos.

## Argumento de la obra
TITULO:
Los "Passion Play" eran representaciones de la Pasión de Jesucristo que se realizaban como parte de las festividades religiosas en la Edad Media (misma bibliografía abajo citada). Se puede traducir como Autos de la Pasión. También se relacionan con los Autos Sacramentales, representaciones alegóricas de la eucaristía. 
FUNERAL:
El álbum narra la historia de un hombre llamado Ronnie Pilgrim, que muere, todos sus familiares van a su funeral pese al clima tormentoso y el tráfico.
PARAISO Y CHARLA CON JESUS:
Durante su propio funeral, es llevado al cielo por un ángel blanco, al hablar con Dios y su hijo, Jesus, deciden enseñarle el paraíso, Ronnie queda maravillado por la presencia de este, pero Jesus le dice con tristeza que el lo ama, pero debe marcharse, a seguir su camino.
PURGATORIO:
Ronnie viaja al purgatorio, donde todos los muertos se reivindican y se corrigen de los errores pasados, en este lugar, Ronnie se arrepiente de todos sus pecados y llora, arrepentido de sus errores. Aquí conoce a un misterioso personaje llamado Magus Perde, quien se ocupa de conversar con las almas en pena, y le dice que todavía le falta mucho por ver aún.
CAMINO AL INFIERNO:
Luego de este episodio, aparece una carroza guiada por Magus, y lo llevan al infierno, donde se llevara a cabo su juicio.
JUICIO FINAL:
Ya en el infierno, Ronnie Pilgrim es llevado al juicio, donde se encuentra en una sala, rodeado por ángeles y demonios, tomando nota. Al comenzar el juicio, aparece el Diablo, gigantesco y en llamas, que le pregunta su nombre y pecados. De repente, el infierno comienza a encenderse fuego, el Diablo grita "Mas!" y aparece el Gran Verdugo, con un martillo gigantesco, y corta la cadena que encierra a los demonios del infierno, empiezan a salir millones, queriendo devorar a Ronnie, y cuando ya parecía todo perdido, aparece Dios, y comienza una lucha con el Diablo. Mientras que los ángeles combatían a los demonios. Los dos bandos se disputaban a Ronnie. 
Luego de todo esto, Dios y el Diablo deciden darle la palabra decisiva a Ronnie, él debe elegir con quien ir por el resto de su eternidad. 
Pero Ronnie habla, y les dice que no prefiere a ninguno de los dos, solo quiere vivir, no quiere el blanco ni el negro, quiere la vida, que son diferentes matices grises.
VIDA:
Al terminar esto, los dos se quedan sorprendidos, nunca antes había pasado algo así. Y deciden llevarlo de vuelta a casa, de vuelta a la vida, y Ronnie se despierta en el cementerio, casi sin recordar nada. Él había vuelto de su viaje vivo. Y comienza a caminar por las praderas sin ningún rumbo. Feliz de haber vuelto a su camino.

## Puesto en las listas de éxitos
- Puesto en las listas de EE. UU.: 1.
- Puesto en las listas de UK: 13.

## Lista de temas
Todas las canciones fueron escritas por Ian Anderson, menos donde se indique.

### Lado A
1. "A Passion Play, Part 1" (21:35)
  1. "Lifebeats"
  2. "Prelude"
  3. "The Silver Cord"
  4. "Re-Assuring Tune"
  5. "Memory Bank"
  6. "Best Friends"
  7. "Critique Oblique"
  8. "Forest Dance #1"

### Lado B
1. "A Passion Play, Part 2" (23:30)
  1. "The Story of the Hare Who Lost His Spectacles" (Anderson / Hammond / Evan)
  2. "Forest Dance #2"
  3. "The Foot of Our Stairs"
  4. "Overseer Overture"
  5. "Flight from Lucifer"
  6. "10.08 to Paddington"
  7. "Magus Perdē"
  8. "Epilogue"

En algunas ediciones posteriores (en CD), las dos partes se unieron en una sola. 

### Secciones deA Passion Play
| #   | Título                                          | Tiempo |
| --- | ----------------------------------------------- | ------ |
| 1.  | "Lifebeats"                                     | 1:14   |
| 2.  | "Prelude"                                       | 2:14   |
| 3.  | "The Silver Cord"                               | 4:29   |
| 4.  | "Re-Assuring Tune"                              | 1:11   |
| 5.  | "Memory Bank"                                   | 4:20   |
| 6.  | "Best Friends"                                  | 1:58   |
| 7.  | "Critique Oblique"                              | 4:38   |
| 8.  | "Forest Dance, No. 1"                           | 1:35   |
| 9.  | "The Story of the Hare who Lost his Spectacles" | 4:18   |
| 10. | "Forest Dance, No. 2"                           | 1:11   |
| 11. | "The Foot Of Our Stairs"                        | 4:50   |
| 12. | "Overseer Overture"                             | 4:00   |
| 13. | "Flight from Lucifer"                           | 3:58   |
| 13. | "10.08 to Paddington"                           | 1:04   |
| 15. | "Magus Perdé"                                   | 3:55   |
| 16. | "Epilogue"                                      | 0:43   |

### Pista adicional
1. "The Story of the Hare Who Lost His Spectacles" (video)

## Intérpretes
- Ian Anderson: flauta, voz, guitarra acústica y saxofón.
- Barriemore Barlow: batería y percusión.
- Martin Barre: guitarra eléctrica.
- John Evan: piano, órgano, sintetizadores y voz.
- Jeffrey Hammond-Hammond: bajo y voz.